# Saint-Agoulin
Saint-Agoulin är en kommun i departementet Puy-de-Dôme i regionen Auvergne-Rhône-Alpes i centrala Frankrike. Kommunen ligger i kantonen Aigueperse som tillhör arrondissementet Riom. År 2022 hade Saint-Agoulin 311 invånare.

## Befolkningsutveckling
Antalet invånare i kommunen Saint-Agoulin
| Referens: INSEE |